# Parlamentswahl in Indien 1998
Die Parlamentswahl in Indien 1998 fand am 16., 22., 23. und 28. Februar sowie am 7. März 1998 statt. Es handelte sich um eine vorgezogene Parlamentswahl, da die Legislaturperiode der 1996 gewählten Lok Sabha noch bis zum Jahr 2001 gedauert hätte. Die Wahl endete mit einem Sieg der hindu-nationalistischen Bharatiya Janata Party (BJP), die im Anschluss an die Wahl eine Mehrparteien-Koalitionsregierung unter ihrer Führung bildete.

## Vorgeschichte

### Die Regierung Gowda

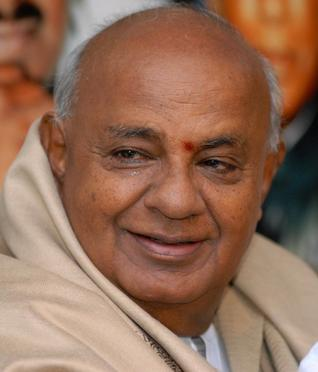
H. D. Deve Gowda (Janata Dal), Premierminister einer Minderheitsregierung der United Front für 10 Monate von Juni 1996 bis April 1997

Die vorangegangene Parlamentswahl 1996 hatte keiner Partei die absolute Mehrheit gebracht. Die seit 1991 regierende Kongresspartei unter Premierminister Rao hatte schwere Verluste erlitten und war anschließend nicht mehr in der Lage, eine Mehrheit im Parlament für eine erneute Kongresspartei-geführte Regierung zusammenzubringen. Die Bharatiya Janata Party (BJP) war bei der Wahl zur stärksten Fraktion in der Lok Sabha aufgestiegen, verfügte aber nur über knapp 30 % der Parlamentssitze. Staatspräsident Shankar Dayal Sharma ernannte daraufhin den Führer der BJP, Atal Bihari Vajpayee, zum Ministerpräsidenten und gab ihm zwei Wochen Zeit, durch Verhandlungen mit den anderen in der Lok Sabha vertretenen Parteien, der Regierung eine parlamentarische Mehrheit zu sichern. Dies gelang Vajpayee jedoch nicht. Die meisten indischen Parteien sahen die BJP zu tief verstrickt in die Gewalttätigkeiten zwischen Hindus und Muslimen, die seit Ende der 1980er Jahre immer weiter zugenommen hatten, und lehnten daher jede Zusammenarbeit ab. Vajpayee trat daher nach nur 13 Tagen Amtszeit als Premierminister wieder von diesem Amt zurück um seiner Abwahl durch ein Misstrauensvotum zuvorzukommen. Anschließend kam es zur Bildung einer Koalitionsregierung unter Deve Gowda von der Janata Dal (JD). Die Janata Dal verfügte selbst nur über 8,5 % der Parlamentssitze, hatte es aber verstanden, ein Mehrparteienbündnis, die United Front zu formieren, das aus etwa einem Dutzend Regionalparteien bestand, die zusammen mit der JD ein knappes Drittel der Parlamentssitze besetzten. Der parlamentarische Rückhalt der neuen Regierung war damit von Anfang an nur sehr schwach. Die Kongresspartei erklärte sich unter bestimmten Bedingungen bereit, die JD-geführte Regierung unter Gowda parlamentarisch zu unterstützen, hauptsächlich deswegen, weil sie damit eine Regierungsbeteiligung der BJP verhindern wollte.
Der neue Premierminister Gowda war ein Regionalpolitiker und kam aus einfachen bäuerlichen Verhältnissen. Er war Angehöriger einer niederen Kaste, sprach nur unvollkommen Englisch und gar kein Hindi, sondern nur seine südindische Muttersprache Kannada. Dieser Umstand trug auch mit dazu bei, dass die Janata Dal im Norden Indiens weiter an Boden verlor. Trotz der fragilen Mehrheitsverhältnisse hatte sich seine Koalitionsregierung der United Front ehrgeizige Ziele vorgenommen. Dazu gehörte die Dezentralisierung Indiens im Sinne eines stärkeren Föderalismus, so dass mehr Befugnisse auf die Bundesstaaten übertragen werden sollten. Die unter seinem Vorgänger Rao begonnene wirtschaftliche Liberalisierung Indiens sollte weiter vorangetrieben werden und die Attraktivität des Landes für ausländische Investoren gesteigert werden. Zu diesem Zweck berief Gowda P. Chidambaram (DMK) ins Kabinett. Tatsächlich stiegen die Auslandsinvestitionen und das Wirtschaftswachstum im Jahr 1996/97 lag bei beachtlichen 7 %. Unmittelbar nach Amtsantritt ließ Gowda Wahlen zum Regionalparlament von Jammu und Kashmir abhalten, die auch geordnet abliefen und aus denen Farooq Abdullah (JKNC) als Sieger hervorging. Die seit 6 Jahren bestehende president’s rule über den Bundesstaat konnte endlich aufgehoben werden.
Im April 1997, nachdem die Regierung Gowda gerade 10 Monate im Amt war, erklärte der Parteipräsident der Kongresspartei, Sitaram Kesri, dass Gowda als Premierminister für die Kongresspartei nicht mehr tragbar sei. Wahrscheinlich spielten dabei wesentlich persönliche Motive eine Rolle. Kesri führte sich von Gowda, der gerne auch andere Kongresspolitiker konsultierte, übergangen und nicht ernst genug genommen. Gowda hatte aus Kesris Sicht auch keine Veranlassung gesehen, Ermittlungsverfahren des Central Bureau of Investigation (CBI) gegen führende Kongresspolitiker, darunter auch Kesri, zu bremsen (andere Kritiker Gowdas kamen hier allerdings zu einer gegenteiligen Einschätzung). Zudem war Kesri verärgert, dass die United Front es abgelehnt hatte, die Allianz aus Kongresspartei und Bahujan Samaj Party gegen die Samajwadi Party bei der Wahl in Uttar Pradesh zu unterstützen. Am 14. April 1997 kam es zu einer Vertrauensabstimmung in der Lok Sabha, die Premierminister Gowda verlor. Daraufhin bot Gowda seinen Rücktritt an. Die Kongresspartei verlangte den Wechsel des Premierministers, wollte aber Neuwahlen, bei denen erneute Gewinne der BJP befürchtet wurden, vermeiden. Am 19. April 1997 einigte man sich auf den 77-jährigen Inder Kumar Gujral (Janata Dal) als neuen Premierminister.

### Die Regierung Gujral

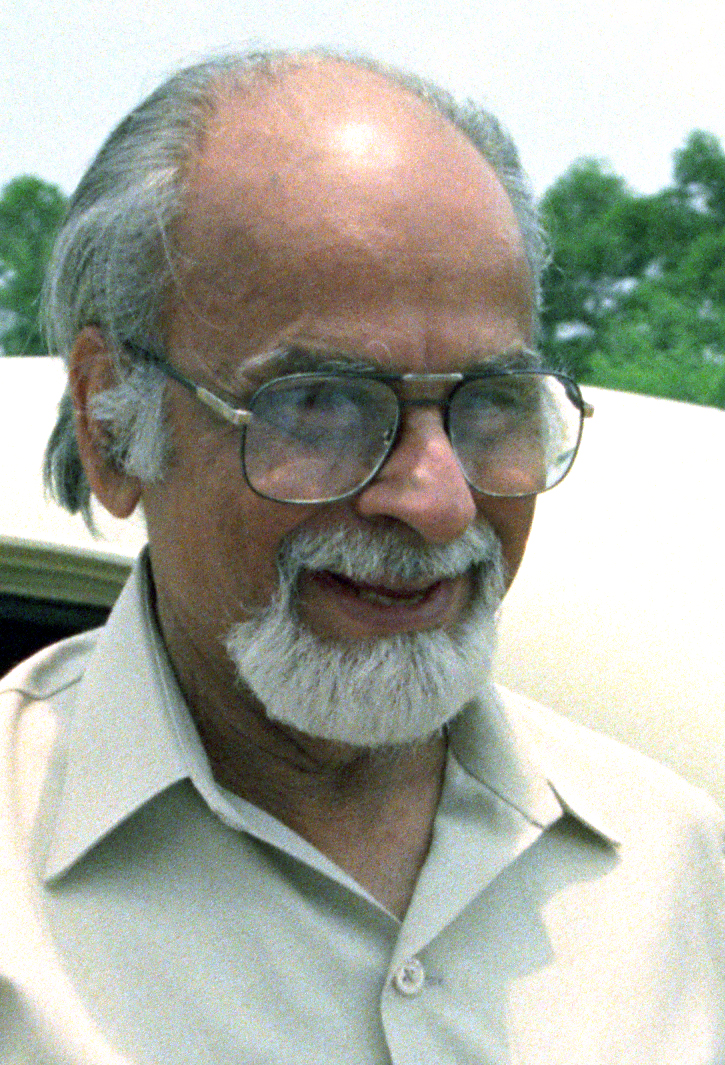
Inder K. Gujral, Premierminister für 11 Monate zwischen April 1997 und März 1998

Premierminister Gujral, der am 21. April 1997 sein Amt antrat, hatte sich als Außenminister im Kabinett Gowda einen guten Ruf erworben, insbesondere in Hinsicht auf seine Entspannungspolitik mit Pakistan. Gujral übernahm alle Minister aus dem Kabinett seines Vorgängers. Gujral erklärte die Bekämpfung der Korruption zu einem Hauptziel seiner Regierung. Hier sah er sich jedoch vor große Schwierigkeiten gestellt, da einer der führenden Politiker seiner eigenen Partei, der Chief Minister von Bihar Lalu Prasad Yadav, im Zentrum eines ausgedehnten Korruptionsskandals (des sogenannten fodder scam) stand. Nachdem das CBI gegen Yadav Anklage erhoben hatte, verließ Yadav mit zahlreichen Anhängern die Janata Dal und gründete eine eigene Partei, die Rashtriya Janata Dal.
Im November 1997 veröffentlichte die Jain Commission, die die Umstände der Ermordung Rajiv Gandhis durch eine tamilische Attentäterin 1991 untersucht hatte, ihren Bericht. In dem Bericht, der zunächst unter Verschluss gehalten wurde, aber in einzelnen Teilen an die Öffentlichkeit gelangte, wurde deutliche Kritik an der DMK-geführten Regierung, die 1991 in Tamil Nadu amtierte, geübt. Indirekt wurde der DMK eine Unterstützung der tamilischen Extremisten vorgeworfen. Der Bericht führte zum einen zu Spannungen zwischen DMK und Tamil Maanila Congress (TMC), die beide Mitglied der United Front waren, und zum anderen zu Spannungen zwischen der Regierung Gujral und einer Kongresspartei-Partei-Fraktion unter Sonia Gandhi, der Witwe Rajiv Gandhis. Sonia Gandhi und ihre Anhänger verlangten die Entlassung der DMK-Minister aus der Regierung. Gujral wollte bzw. konnte sich nicht darauf einlassen, da die anderen Mitgliedsparteien der United Front für diesen Fall mit ihrem Austritt aus der Regierung gedroht hatten und reichte am 28. November seinen Rücktritt ein. Am 4. Dezember 1997 verkündete Staatspräsidenten K. R. Narayanan die Auflösung der Lok Sabha und die Abhaltung von Neuwahlen im Februar des kommenden Jahres. Auf Bitten Narayanans blieb Gujral mit seinem Kabinett noch bis zur Neuwahl der Lok Sabha weiter geschäftsführend im Amt.

## Wahlkampf
Im Vorfeld der Wahl formierten sich mehrere Wahlbündnisse. Die BJP traf in Tamil Nadu Wahlabsprachen mit der All India Anna Dravida Munnetra Kazhagam (AIDMK), der Marumalarchi Dravida Munnetra Kazhagam (MMDK) und der Janata Party (JNP) Diesem Bündnis stand in Tamil Nadu eine Allianz von Dravida Munnetra Kazhagam (DMK), Tamil Maanila Congress (TMC) und Communist Party of India (CPI) gegenüber. In Bihar kam es zu einem Wahlabkommen zwischen BJP und Samata Party. Dem stand ein Bündnis von Kongresspartei, Rashtriya Janata Dal (RJD), Jharkhand Mukti Morcha (JMM) und Samajwadi Janata Party gegenüber. Als dritte separate Kraft kam noch die Bahujan Samaj Party hinzu. In Maharashtra trat ein Bündnis von Kongresspartei und Republican Party of India (RPI) gegen eine Allianz von BJP und Shiv Sena an.
Am 15. Dezember 1997 kam es zur Spaltung des Janata Dal-Regionalverbands in Orissa. Die abgespaltene Fraktion unter der Führung von Naveen Patnaik bildete eine neue Partei, Biju Janata Dal (BJD), die ein Wahlbündnis mit der BJP in Orissa abschloss. Ein gemeinsames Wahlmanifest der Parteien der Janata Dal-geführten United Front kam aufgrund zu großer Meinungsverschiedenheiten nicht zustande. Die Janata Dal stellte schließlich landesweit in 150 Wahlkreisen Kandidaten auf.
Die BJP stellte in 375 Wahlkreisen eigene Kandidaten auf, die Verbündeten der BJP traten in etwa 160 Wahlkreisen an.
In ihrem Wahlprogramm berief sich die Kongresspartei auf ihre langjährige Expertise und warnte vor instabilen Koalitionsregierungen. Sie formulierte das Ziel eines Ausbaus der Infrastruktur und von weiterer wirtschaftlicher Entwicklung. Führende Kongresspolitiker und potentielle Kandidaten für das Amt des Ministerpräsidenten waren Ex-Finanzminister Manmohan Singh und Sonia Gandhi.
Die BJP berief sich auf das hinduistische Konzept von Sanatana-Dharma, als Symbol für den indischen Nationalismus. Sie betonte ihren Respekt für alle in Indien heimischen Religionen, vertrat aber andererseits auch die Parole One Nation, One People and One Culture. Das BJP-Programm hob auf die persönliche Integrität des Spitzenkandidaten Atal Bihari Vajpayee ab und forderte den Wiederaufbau des Ram-Janmabhumi-Tempels in Ayodhya. Es formulierte das Ziel, dass fünf neue Bundesstaaten gebildet werden sollten (Uttaranchal durch Abtrennung von Uttar Pradesh, Chhattisgarh durch Abtrennung von Madhya Pradesh, Vidarbha durch Abtrennung von Maharashtra, Vananchal durch Abtrennung von Bihar, Delhi sollte von einem Unionsterritorium zu einem vollen Bundesstaat erhoben werden). Die Wahlkreisgrenzen sollten durch die Delimitation Commission of India neu gezogen werden. Besondere Betonung legte das Programm auch auf die Entwicklung der Wirtschaft, wo eine weitere Liberalisierung gefordert und die frühere „sozialistische“ Wirtschaftspolitik der Kongresspartei in den ersten Jahrzehnten nach der Unabhängigkeit kritisiert wurden.

## Wahlmodus und Wahlablauf

Wahltermine (mit Zahl der Wahlkreise):

Die Wahl wurde, wie alle vorangegangenen Wahlen nach dem einfachen Mehrheitswahlrecht (first-pass-the-post) in 543 Einzelwahlkreisen abgehalten. Die Wahlkreisgrenzen waren durch die Delimitation Commission of India im Jahr 1975 festgesetzt worden und seitdem trotz regional deutlich unterschiedlicher Bevölkerungsentwicklung unverändert geblieben. Diese führte zu erheblichen Ungleichgewichten. Beispielsweise hatte im Unionsterritorium Delhi der Wahlkreis Chandni Chowk etwa 360.000 Wähler, während die Wahlkreise Outer Delhi und East Delhi 2,82 bzw. 2,22 Millionen Wähler hatten. In Maharashtra betrug durch durchschnittliche Wählerzahl pro Wahlkreis 1,15 Millionen. Die Wahlkreise Thane (2,83 Millionen), Bombay North (2,2 Millionen) und Bombay North-East (1,95 Millionen) lagen wesentlich darüber, während auf der anderen Seite 12 Wahlkreise in Maharashtra weniger als 800.000 Wähler hatten. Ähnlich sah es auch in mehreren anderen Bundesstaaten aus.
Am 7. Januar 1998 gab die Indische Wahlkommission den Zeitplan der Abstimmung bekannt. Die Wahltermine in Nagaland und Mizoram wurden später vom ursprünglich festgelegten 22. Januar auf den 23. Januar 1998 verschoben, um zu vermeiden, dass die Wahl in diesen Bundesstaaten mit überwiegend christlicher Bevölkerung an einem Sonntag stattfand. Die Wahlen in den größeren Bundesstaaten wurden auf jeweils zwei verschiedene Tage aufgeteilt. Für die 6 Wahlkreise von Jammu und Kashmir gab es sogar 3 verschiedene Wahltage.
Die Wahl lief nach folgendem Zeitplan ab:
- 16. Februar: Wahl in Arunachal Pradesh, Assam, Haryana, Manipur, Meghalaya, Punjab, Rajasthan, Sikkim, Tripura, Andamanen und Nikobaren, Chandigarh, Dadra und Nagar Haveli, Lakshadweep und Delhi; außerdem in 21 Wahlkreisen von Andhra Pradesh, in 18 Wahlkreisen von Karnataka, in 20 Wahlkreisen von Madhya Pradesh, in 14 Wahlkreisen von Tamil Nadu, in 52 Wahlkreisen von Uttar Pradesh, in 34 Wahlkreisen von Bihar, 1 Wahlkreis in Jammu und Kashmir
- 22. Februar: Pondicherry; in 21 Wahlkreisen von Andhra Pradesh, in 10 Wahlkreisen von Karnataka, in 20 Wahlkreisen von Madhya Pradesh, in 24 Wahlkreisen von Maharashtra, in 10 Wahlkreisen von Orissa, in 25 Wahlkreisen von Tamil Nadu, in 33 Wahlkreisen von Uttar Pradesh, in 20 Wahlkreisen von Westbengalen, in 20 Wahlkreisen von Bihar
- 23. Februar: Wahl in Mizoram und Nagaland
- 28. Februar: Wahl in Goa, Gujarat, Himachal Pradesh, Kerala, Daman und Diu; in 24 Wahlkreisen von Maharashtra, in 11 Wahlkreisen von Orissa, in 22 Wahlkreisen von Westbengalen, 2 Wahlkreise in Jammu und Kashmir
- 7. März: in 3 Wahlkreisen von Jammu und Kashmir

Die Stimmauszählung begann schon ab dem 2. März 1998, obwohl am 7. März noch in drei Wahlkreisen in Jammu und Kashmir gewählt wurde. Erste Ergebnisse wurden ab dem 3. März 1998 bekanntgegeben.
Die Wahl verursachte etwa 46 Milliarden Rupien an Kosten (damals ca. 1,16 Milliarden US$).
| Bundesstaat oder Unionsterritorium | Wahl- berechtigte | Wähler      | Wahl- beteiligung | Ungültige Stimmen | Zahl der Wahllokale |
| ---------------------------------- | ----------------- | ----------- | ----------------- | ----------------- | ------------------- |
| Andhra Pradesh                     | 49.133.135        | 32.425.649  | 66,00 %           | 1,61 %            | 60.746              |
| Arunachal Pradesh                  | 565.621           | 334.705     | 59,17 %           | 1,74 %            | 1.734               |
| Assam                              | 14.277.806        | 8.717.775   | 61,06 %           | 3,91 %            | 17.598              |
| Bihar                              | 58.766.580        | 37.963.068  | 64,60 %           | 1,52 %            | 83.153              |
| Goa                                | 880.746           | 538.664     | 61,16 %           | 1,09 %            | 1.135               |
| Gujarat                            | 28.770.306        | 17.062.837  | 59,31 %           | 4,45 %            | 34.996              |
| Haryana                            | 11.086.895        | 7.649.088   | 68,99 %           | 1,24 %            | 15.449              |
| Himachal Pradesh                   | 3.628.864         | 2.407.613   | 66,35 %           | 1,08 %            | 6.230               |
| Jammu und Kashmir                  | 5.022.782         | 2.220.371   | 44,21 %           | 2,74 %            | 6.512               |
| Karnataka                          | 33.098.338        | 21.488.648  | 64,92 %           | 1,73 %            | 44.122              |
| Kerala                             | 21.188.712        | 14.972.844  | 70,66 %           | 0,73 %            | 23.305              |
| Madhya Pradesh                     | 44.607.368        | 27.541.607  | 61,74 %           | 2,20 %            | 55.761              |
| Maharashtra                        | 56.205.250        | 32.096.449  | 57,11 %           | 1,87 %            | 74.058              |
| Manipur                            | 1.330.209         | 755.960     | 56,83 %           | 0,81 %            | 1.998               |
| Meghalaya                          | 1.157.494         | 860.890     | 74,38 %           | 2,53 %            | 1.569               |
| Mizoram                            | 442.457           | 307.767     | 69,56 %           | 0,71 %            | 788                 |
| Nagaland                           | 926.569           | 420.714     | 45,41 %           | 5,63 %            | 1.573               |
| Orissa                             | 23.393.600        | 13.574.771  | 58,03 %           | 1,67 %            | 29.990              |
| Punjab                             | 15.344.540        | 9.217.254   | 60,07 %           | 1,08 %            | 18.244              |
| Rajasthan                          | 29.751.400        | 17.927.159  | 60,26 %           | 1,53 %            | 40.132              |
| Sikkim                             | 236.494           | 158.787     | 67,14 %           | 1,84 %            | 335                 |
| Tamil Nadu                         | 45.577.788        | 26.410.702  | 57,95 %           | 3,03 %            | 54.812              |
| Tripura                            | 1.727.463         | 1.396.760   | 80,86 %           | 1,88 %            | 2.367               |
| Uttar Pradesh                      | 101.982.480       | 56.593.465  | 55,49 %           | 1,34 %            | 123.484             |
| Westbengalen                       | 46.846.524        | 37.134.095  | 79,27 %           | 1,62 %            | 61.438              |
| Andamanen und Nikobaren            | 232.013           | 147.698     | 63,66 %           | 1,25 %            | 358                 |
| Chandigarh                         | 531.146           | 285.149     | 53,69 %           | 0,81 %            | 615                 |
| Dadra und Nagar Haveli             | 95.832            | 74.205      | 77,43 %           | 2,23 %            | 123                 |
| Daman und Diu                      | 71.934            | 52.389      | 72,83 %           | 1,51 %            | 82                  |
| Delhi                              | 8.297.622         | 4.255.606   | 51,29 %           | 0,88 %            | 9.132               |
| Lakshadweep                        | 36.738            | 31.264      | 85,10 %           | 0,63 %            | 43                  |
| Pondicherry                        | 665.486           | 417.786     | 62,78 %           | 2,12 %            | 799                 |
| Gesamt                             | 605.880.192       | 375.441.739 | 61,97 %           | 1,86 %            | 772.681             |

## Ergebnisse

Ergebnis nach Wahlkreisen und Parteien (die meisten Parteien hatten nur in jeweils einem oder zwei Bundesstaaten Mandate gewonnen, diese sind dann in Klammern vermerkt):
1. National Democratic Alliance (NDA)
Unterstützung der NDA-Koalition:
2. Kongresspartei und Verbündete
3. Andere
4. Kommunisten und Linkssozialisten
(im Punjab und Westbengalen)
5. Unabhängige Kandidaten oder Regionalparteien mit nur einem oder zwei Mandaten

### Gesamtergebnis

Zusammensetzung der neu gewählten Lok Sabha (Farbgebung wie oben) mit Zuordnung zu politischen Allianzen, soweit bekannt. Die Kleinparteien ohne eigene Farbe sind größtenteils in der Mitte platziert. Zwei Abgeordnete werden durch den Staatspräsidenten ernannt.
1. NDA: 261
Der NDA assoziiert: 12
2. Kongresspartei und Alliierte: 170
UMFA 1
3. Kommunistische und linkssozialistische Parteien: 50
4. Alle übrigen: 50
5. Nominierte: 2

Das Ergebnis der Wahl vor allem ein Erfolg der BJP. Seit ihrer Gründung im Jahr 1980 hatte die BJP bei jeder Wahl kontinuierlich an Stimmen und Parlamentsmandaten hinzugewonnen. Bei der jetzigen Wahl erreichte sie 25,59 % der Stimmen und lag damit nur knapp hinter der erstplatzierten Kongresspartei. Hinsichtlich der gewonnenen Wahlkreise und Parlamentsmandate konnte sie die Kongresspartei aber deutlich überrunden und gewann 182 der 543 Sitze (33,5 %). Damit bildete sie wieder, wie auch bei der vorangegangenen Wahl die stärkste Fraktion in der Lok Sabha. In fast allen Bundesstaaten hatte sie Mandate hinzugewonnen. Die Kongresspartei verlor dagegen erneut an Stimmen (−2,98 %) und kam etwa auf dieselbe Zahl an Mandaten wie bei der letzten Wahl (141 statt zuvor 140). Es war das nach Stimmenanteil schlechteste Ergebnis, das sie jemals bei einer gesamtindischen Wahl erzielt hatte.
Zum Teil war das schlechte Abschneiden der Kongresspartei auch durch die vorangegangenen Abspaltungen begründet. In den vorangegangenen Jahren hatten sich einige lokale Parteiorganisationen in verschiedenen Bundesstaaten selbständig gemacht und von der Mutterpartei losgelöst, 1996 unter dem Namen Tamil Maanila Congress (TMC) in Tamil Nadu, ebenfalls 1996 der Arunachal Congress in Arunachal Pradesh, sowie 1997 in Westbengalen unter der Führung von Mamata Banerjee der West Bengal Trinamool Congress (WBTC). TMC gewann bei der jetzigen Wahl 5,2 Millionen Stimmen und 3 Mandate, WBTC 8,9 Millionen Stimmen und 7 Mandate.
Durch mehrfache Abspaltungen war auch die Janata Dal geschwächt. 1994 hatte sich die Samata Party (SAP) abgespalten, 1997 die Rashtriya Janata Dal (RJD) in Bihar und die Lok Shakti in Karnataka und kurz vor der Wahl die Biju Janata Dal (BJD) in Orissa. Die Janata Dal selbst, aus deren Reihen in den letzten 8 Jahren immerhin drei Premierminister gekommen waren, erreichte nur noch 3,24 % der Stimmen und ganze 6 Mandate (1,1 %) und wurde damit zu einer kleinen Splitterpartei reduziert. Ihre „Tochterparteien“, die Janata parivar parties schnitten dagegen besser ab. Der umstrittene Lalu Prasad Yadav gewann ungeachtet aller Skandale mit seiner RJD in Bihar 17 Wahlkreise, die BJD gewann 9 der 21 Wahlkreise von Orissa und die SAP kam auf insgesamt 12 Mandate.
Die Kommunisten und Linkssozialisten behaupteten ihre Hochburgen Westbengalen und Tripura und ihren Stimmen- und Mandatsanteil von zusammengenommen landesweit etwa 10 %.
| Partei                                                 | Kürzel                                | Stimmen     | Stimmen | Stimmen | Sitze | Sitze | Sitze   |
| Partei                                                 | Kürzel                                | Zahl        | %       | +/-     | Zahl  | +/-   | %       |
| ------------------------------------------------------ | ------------------------------------- | ----------- | ------- | ------- | ----- | ----- | ------- |
| Indischer Nationalkongress                             | INC                                   | 95.111.131  | 25,82 % | ▼2,98 % | 141   | ▲1    | 25,8 %  |
| Bharatiya Janata Party                                 | BJP                                   | 94.266.188  | 25,59 % | ▲5,30 % | 182   | ▲21   | 33,5 %  |
| Communist Party of India (Marxist)                     | CPM                                   | 18.991.867  | 5,16 %  | ▼0,96 % | 32    | ▬     | 5,9 %   |
| Samajwadi Party                                        | SP                                    | 18.167.640  | 4,93 %  | ▼1,65 % | 20    | ▲3    | 3,7 %   |
| Bahujan Samaj Party                                    | BSP                                   | 17.186.779  | 4,67 %  | ▲0,65 % | 5     | ▼6    | 0,9 %   |
| Janata Dal                                             | JD                                    | 11.930.209  | 3,24 %  | ▼4,84 % | 6     | ▼40   | 1,1 %   |
| Rashtriya Janata Dal                                   | RJD                                   | 10.229.971  | 2,78 %  | (neu)   | 17    | (neu) | 3,1 %   |
| Telugu Desam Party                                     | TDP                                   | 10.199.463  | 2,77 %  | ▬       | 12    | ▼4    | 2,9 %   |
| West Bengal Trinamool Congress                         | WBTC                                  | 8.920.583   | 2,42 %  | (neu)   | 7     | (neu) | 1,3 %   |
| All India Anna Dravida Munnetra Kazhagam               | AIADMK                                | 6.731.550   | 1,83 %  | ▲1,19 % | 18    | ▲18   | 3,3 %   |
| Shiv Sena                                              | SHS                                   | 6.528.566   | 1,77 %  | ▲0,28 % | 6     | ▼9    | 1,1 %   |
| Samata Party                                           | SAP                                   | 6.491.639   | 1,76 %  | ▲0,41 % | 12    | ▲4    | 2,2 %   |
| Communist Party of India                               | CPI                                   | 6.429.569   | 1,75 %  | ▼0,22 % | 9     | ▼3    | 1,7 %   |
| Dravida Munnetra Kazhagam                              | DMK                                   | 5.308.388   | 1,44 %  | ▼0,70 % | 6     | ▼11   | 1,1 %   |
| Tamil Maanila Congress                                 | TMC                                   | 5.169.183   | 1,40 %  | ▼0,79 % | 3     | ▼17   | 0,6 %   |
| Biju Janata Dal                                        | BJD                                   | 3.669.825   | 1,00 %  | (neu)   | 9     | (neu) | 1,7 %   |
| Shiromani Akali Dal                                    | SAD                                   | 3.001.769   | 0,81 %  | ▼0,04 % | 8     | ▬     | 0,8 %   |
| Lok Shakti                                             | LS                                    | 2.548.725   | 0,69 %  | (neu)   | 3     | (neu) | 0,6 %   |
| All India Rashtriya Janata Party                       | AIRJP                                 | 2.071.643   | 0,56 %  | (neu)   | 1     | (neu) | 0,2 %   |
| Revolutionary Socialist Party                          | RSP                                   | 2.032.585   | 0,55 %  | ▼0,08 % | 5     | ▬     | 0,9 %   |
| Haryana Lok Dal (Rashtriya)                            | HLD                                   | 1.956.087   | 0,53 %  | (neu)   | 4     | (neu) | 0,8 %   |
| Marumalarchi Dravida Munnetra Kazhagam                 | MDMK                                  | 1.602.504   | 0,44 %  | ▲0,07 % | 3     | ▲3    | 0,6 %   |
| Pattali Makkal Katchi                                  | PMK                                   | 1.548.976   | 0,42 %  | ▼0,25 % | 4     | ▲4    | 0,8 %   |
| Republican Party of India                              | RPI                                   | 1.351.019   | 0,37 %  | ▼0,06 % | 4     | ▲4    | 0,7 %   |
| Jharkhand Mukti Morcha                                 | JMM                                   | 1.324.548   | 0,36 %  | ▼0,02 % | 0     | ▼1    | 0,0 %   |
| All India Forward Bloc                                 | AIFB                                  | 1.213.965   | 0,33 %  | ▼0,05 % | 2     | ▼1    | 0,4 %   |
| Samajwadi Janata Party (Rashtriya)                     | SJP(R)                                | 1.181.083   | 0,32 %  | ▲0,32 % | 1     | ▲1    | 0,2 %   |
| Asom Gana Parishad                                     | AGP                                   | 1.064.977   | 0,29 %  | ▼0,47 % | 0     | ▼5    | 0,0 %   |
| Communist Party of India (Marxist-Leninist) Liberation | CPI(ML)L                              | 912.698     | 0,25 %  | ▼0,01 % | 0     | ▬     | 0,0 %   |
| Haryana Vikas Party                                    | HVP                                   | 875.803     | 0,24 %  | ▼0,11 % | 1     | ▼2    | 0,2 %   |
| Muslim League                                          | MUL                                   | 800.765     | 0,22 %  | ▼0,01 % | 2     | ▬     | 0,4 %   |
| Jammu & Kashmir National Conference                    | JKNC                                  | 784.669     | 0,21 %  | ▲0,21 % | 3     | ▲3    | 0,6 %   |
| Bharatiya Kisan Kamgar Party                           | BKKP                                  | 711.080     | 0,19 %  | (neu)   | 0     | (neu) | 0,0 %   |
| Apna Dal                                               | AD                                    | 562.946     | 0,15 %  | ▲0,08 % | 0     | ▬     | 0,0 %   |
| All India Majlis-e-Ittehadul Muslimeen                 | AIMIM                                 | 485.785     | 0,13 %  | ▼0,01 % | 1     | ▬     | 0,2 %   |
| All India Indira Congress (Secular)                    | AIIC(S)                               | 457.510     | 0,12 %  | ▼1,34 % | 1     | ▼3    | 0,2 %   |
| Janata Party                                           | JNP                                   | 444.305     | 0,12 %  | ▼0,07 % | 1     | ▲1    | 0,2 %   |
| United Minorities Front Assam                          | UMFA                                  | 357.759     | 0,10 %  | ▲0,03 % | 1     | ▲1    | 0,2 %   |
| Kerala Congress (M)                                    | KEC(M)                                | 356.168     | 0,10 %  | ▼0,01 % | 1     | ▬     | 0,2 %   |
| Peasants and Workers Party of India                    | PWP                                   | 269.609     | 0,07 %  | ▲0,06 % | 1     | ▲1    | 0,2 %   |
| Manipur State Congress Party                           | MSCP                                  | 190.358     | 0,05 %  | (neu)   | 1     | (neu) | 0,2 %   |
| Autonomous State Demand Committee                      | ASDC                                  | 184.241     | 0,05 %  | ▬       | 1     | ▬     | 0,2 %   |
| Arunachal Congress                                     | AC                                    | 172.496     | 0,05 %  | (neu)   | 2     | (neu) | 0,4 %   |
| Sikkim Democratic Front                                | SDF                                   | 102.440     | 0,03 %  | ▲0,01 % | 1     | ▬     | 0,2 %   |
| Alle anderen Parteien                                  |                                       | 5.757.684   | 1,56 %  | ▲0,31 % | 0     | ▼4    | 0,0 %   |
| Unabhängige                                            | Unab.                                 | 8.719.952   | 2,37 %  | ▼3,91 % | 6     | ▼3    | 1,1 %   |
| Gültige Stimmen                                        | Gültige Stimmen                       | 368.376.700 | 100,0 % | ▬       | 543   | ▬     | 100,0 % |
| Registrierte Wähler / Wahlbeteiligung                  | Registrierte Wähler / Wahlbeteiligung | 605.880.192 | 61,97 % |         |       |       |         |
| Quelle: Election Commission of India                   |                                       |             |         |         |       |       |         |

1. 1 2  RJD wurde 1998 als Abspaltung der Janata Dal 1998 gegründet.
2. 1 2  WBTC wurde 1997 als Abspaltung von der Kongresspartei in Westbengalen gegründet.
3. 1 2  BJD wurde 1998 als Abspaltung der Janata Dal in Orissa gegründet.
4. 1 2  Lok Shakti wurde 1997 von Dissidenten der Janata Dal in Karnataka gegründet.
5. 1 2  AIRJP wurde 1996 als Abspaltung von der BJP in Gujarat gegründet.
6. 1 2  HLD wurde 1998 gegründet.
7. 1 2  BKKP wurde im September 1996 gegründet. Im September 1998 ging die Partei in der Rashtriya Lok Dal auf.
8. 1 2  All India Indira Congress (Secular) (AIIC(S)) entstand nach 1996 durch Umbenennung des All India Indira Congress (Secular) (AIIC(T)). Hier sind die Ergebnisse der beiden verglichen.
9. 1 2  Der im Wahlkreis 6-Barpeta in Assam unter der Parteifahne der UMFA gewählte A. F. Golam Osmani schloss sich kurz vor der Wahl der Kongresspartei an.
10. 1 2  MSCP wurde 1997 gegründet.
11. 1 2  Der Arunachal Congress spaltete sich 1996 von der Kongresspartei ab.

### Ergebnis nach Bundesstaaten und Unionsterritorien
Die folgende Tabelle listet die gewonnenen Wahlkreise je nach Bundesstaat/Unionsterritorium auf.
| Bundesstaat             | Sitze | BJP    | Parteien der NDA       | Kongress- partei | Kommunist./ linkssoz. /Parteien | Andere                       |
| ----------------------- | ----- | ------ | ---------------------- | ---------------- | ------------------------------- | ---------------------------- |
| Andamanen und Nikobaren | 1     |        |                        | INC 1            |                                 |                              |
| Andhra Pradesh          | 42    | BJP 4  |                        | INC 22           | CPI 2                           | TDP 12 JD 1 AIMIM 1          |
| Arunachal Pradesh       | 2     |        |                        |                  |                                 | AC 2                         |
| Assam                   | 14    | BJP 1  |                        | INC 10           | ASDC 1                          | UMFA 1 Unab. 1               |
| Bihar                   | 54    | BJP 20 | SAP 10                 | INC 5            |                                 | RJD 17 JD 1 AIRJP 1          |
| Chandigarh              | 1     | BJP 1  |                        |                  |                                 |                              |
| Dadra und Nagar Haveli  | 1     | BJP 1  |                        |                  |                                 |                              |
| Daman und Diu           | 1     | BJP 1  |                        |                  |                                 |                              |
| Delhi                   | 7     | BJP 6  |                        | INC 1            |                                 |                              |
| Goa                     | 2     |        |                        | INC 2            |                                 |                              |
| Gujarat                 | 26    | BJP 19 |                        | INC 7            |                                 |                              |
| Haryana                 | 10    | BJP 1  | HLD 4                  | INC 3            |                                 | BSP 1 HVP 1                  |
| Himachal Pradesh        | 4     | BJP 3  |                        | INC 1            |                                 |                              |
| Jammu und Kashmir       | 6     | BJP 2  | JKNC 3                 | INC 1            |                                 |                              |
| Karnataka               | 28    | BJP 13 |                        | INC 9            |                                 | JD 3 LS 3                    |
| Kerala                  | 20    |        |                        | INC 8            | CPM 6 CPI 2 RSP 1               | MUL 2 KEC(M) 1               |
| Lakshadweep             | 1     |        |                        | INC 1            |                                 |                              |
| Madhya Pradesh          | 40    | BJP 30 |                        | INC 10           |                                 |                              |
| Maharashtra             | 48    | BJP 4  | SS 6                   | INC 33           | PWP 1                           | RPI 4                        |
| Manipur                 | 2     |        |                        |                  | CPI 1                           | MSCP 1                       |
| Meghalaya               | 2     |        |                        | INC 2            |                                 |                              |
| Mizoram                 | 1     |        |                        |                  |                                 | Unab. 1                      |
| Nagaland                | 1     |        |                        | INC 1            |                                 |                              |
| Orissa                  | 21    | BJP 7  | BJD 9                  | INC 5            |                                 |                              |
| Punjab                  | 13    | BJP 3  | SAD 8                  |                  |                                 | JD 1 Unab. 1                 |
| Pondicherry             | 1     |        |                        |                  |                                 | DMK 1                        |
| Rajasthan               | 25    | BJP 5  |                        | INC 18           |                                 | AIIC(S) 1 Unab. 1            |
| Sikkim                  | 1     |        |                        |                  |                                 | SDF 1                        |
| Tamil Nadu              | 39    | BJP 3  | AIADMK 18 PMK 4 MDMK 3 |                  | CPI 1                           | DMK 5 TMC 3 JNP 1 Unab. 1    |
| Tripura                 | 2     |        |                        |                  | CPM 2                           |                              |
| Uttar Pradesh           | 85    | BJP 57 | SAP 2                  |                  |                                 | SP 20 BSP 4 SJP(R) 1 Unab. 1 |
| Westbengalen            | 42    | BJP 1  | WBTC 7                 | INC 1            | CPM 24 CPI 3 RSP 4 AIFB 2       |                              |

## Nach der Wahl

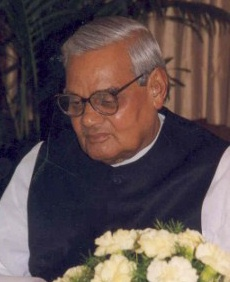
Atal Bihari Vajpayee

Aus der Wahl war die BJP zwar als stärkste Fraktion hervorgegangen, jedoch war sie weit entfernt von einer absoluten Mehrheit und auf Koalitionspartner angewiesen. Am 10. März 1998 forderte Präsident Narayanan den Führer der BJP-Parlamentsfraktion, Vajpayee, auf, schriftliche Zusagen von anderen Parteien und Abgeordneten einzuholen, dass sie ihn als Premierminister einer neuen Regierung unterstützen würden. Am 12. März hatte Vajpayee die Unterstützung von 240 Parlamentariern vorliegen. Besonders schwierig für die BJP erwiesen sich die Verhandlungen mit der AIADMK, die von J. Jayalalithaa geführt wurde. Nachdem intensive Gespräche mit allen größeren Parteien unter der Moderation von Präsident Narayanan geführt worden waren, erklärte sich J. Jayalalithaa am 14. März 1998 bereit, eine BJP-geführte Regierung unter Vajpayee mitzutragen.
Am 19. März 1998 wurde Atal Bihari Vajpayee als Premierminister mit seiner Regierung vereidigt, mit der Maßgabe, innerhalb von 10 Tagen eine Vertrauensabstimmung im Parlament über seine Regierung durchzuführen. Bei der Abstimmung am 28. März 1998 erhielt die Regierung Vajpayee 274 gegen 261 Stimmen bei 2 Enthaltungen. Auch die Telugu Desam Party, die zunächst angekündigt hatte, sich enthalten zu wollen, stimmte für die Regierung. Die Abgeordneten der Jammu & Kashmir National Conference, die innerparteilich in ihrer Haltung zur BJP geteilt und bei deren Wählerschaft die Allianz mit der BJP nicht sonderlich populär war, enthielten sich.
Auch in der Kongresspartei ergaben sich personelle Änderungen in Folge der Wahlniederlage. Parteipräsident Kesri kündigte am 9. März 1998 seinen Rücktritt an. Am 16. März 1998 wurde Sonia Gandhi zur Präsidentin der Kongresspartei gewählt. Da sie keinen Parlamentssitz innehatte, wurde Sharad Pawar Führer der Kongresspartei-Fraktion in der Lok Sabha.